# Гродські суди
Гро́дські суди́, старостинські суди — державні суди 1-ї інстанції у великих карних справах на території давньої Польщі. З 1434 р. заведені й на українських землях під владою Польщі. Обиралися шляхтою. Розглядали кримінальні і цивільні справи шляхти, а також інших верств, якщо справа стосувалася шляхти. Виконували вироки вищих судів у кримінальних справах. Для селян, євреїв, вірмен, а також деяких категорій міщан Г. С. були апеляційною інстанцією від компетентних для них судів. Вони поступово витиснули земські, себто шляхетські суди. Г.С. очолювались у воєводствах — воєводою, у повітах — старостами, тому їх ще звали старостинськими судами. Їм допомагали писарі, що провадили гродські акти, де записували, крім вироків, також угоди та заяви приватних осіб з метою надати їм правної сили. Г. С. існували у Великому князівстві Литовському у формі замкових судів.
На українських землях у складі Росії ліквідовано в 1648—54 рр. На Лівобережній Україні почали знову діяти з 1763 р., з часу реорганізації полкових судів у Г. С. Існували до 1782 р.